# Орайиеська сільська рада
О́райиеська сільська рада (ест. Orajõe külanõukogu, рос. Орайыэский сельский совет) — сільська рада в Естонській РСР, адміністративно-територіальна одиниця в складі повіту Пярнумаа (1945—1950) та Кілінґі-Ниммеського району (1950—1954).

## Історія
16 серпня 1945 року на території волості Орайие в Пярнуському повіті утворена Орайиеська сільська рада з центром у селі Ранна.
26 вересня 1950 року, після скасування в Естонській РСР повітового та волосного поділу, сільська рада ввійшла до складу новоутвореного Кілінґі-Ниммеського сільського району.
17 червня 1954 року в процесі укрупнення сільських рад Естонської РСР Орайиеська сільська рада ліквідована, а її територія склала південну частину Кабліської сільської ради.